# 佐治幸平
佐治 幸平（さじ こうへい、文久元年11月12日（1861年12月13日） - 大正6年（1917年）8月13日）は、日本の政治家、会津地域を代表する自由民権運動家の一人である。第3代若松市長、衆議院議員、実業家。

## 生涯
陸奥国大沼郡高田村（現福島県大沼郡会津美里町）出身。佐治一族は高田の旧家で、蒲生氏の分家、儀俄氏（甲賀五十三家）の子孫で、蒲生秀行の家臣として仕えていたが、蒲生家のお家断絶により仕官に失敗し、後に若松城下より高田村に移り住んだと伝わる。醸造業を営むほか、会津銀行高田派出所や会津高田郵便局が設置され、大地主として高田地域を代表する家の一つとして知られた。父は西佐治家（屋号は油屋）の五代目幸左衛門金麗。6歳から会津藩藩士栃木南厓の養育を受け、その養子となるが離籍する。南厓はこの幼童の才能衆に秀でいることことを喜び、力を注いで和漢の学即ち四書五経史籍に至るまで、懇切丁寧に教えて薫陶至らざるところがなかった。後日、その天分を発揮し得た基礎はこの時に築かれたのである。明治21年（1888年）、27歳の時、母の生家である本家佐治家に跡取りがいなかったため、本佐治家八代目佐治次左衛門俊徳の娘、お長と結婚し養子に入るが、のちに分家している。養家の本佐治家も旧家で代々酒造業を営み、酒の名は「和泉川」で屋号は和泉屋と称した。幸平の兄にあたる九代目次左衛門俊明の子に会津の近代短歌を確立した先駆的な歌人佐治斗牛（佐治勇平）、孫婿に星冬四郎や帝人副社長五十嵐集などがいる。息子は酉二郎である。幸平は若松中学(現会津高等学校の前身)を卒業し、さらに福島師範学校に学び、小学校教員（旧永井野村立永井野小学校→旧高田村立高田小学校）になる。
幸平の従兄弟にあたる二代目佐治与松親守の影響を受け、在職中から自由民権運動に共鳴。望月與三郎、平山條三郎らと民権家として活動した。与松家は西佐治家の分家で、酒造業、味噌製造業を営み、酒の名は「太陽」といった。親守は県会議員に選出され、会津の自由民権運動の指導的立場で清水屋襲撃事件、喜多方事件等に関わり、その後、官憲の逮捕を逃れるために父、初代佐治与松親之の生家である田島の大竹家、自由党発祥の地土佐へ逃れ、その後東京にて喜多方事件の様子を同志に報告し、三島県令の圧政を訴えた。自由党会津支部が設けられた明治15年（1882年）2月の前月に幸平は教職を退き、政治運動に没入する。福島県令三島通庸は会津三方道路の建設を推進していたが、労働力の提供と資金の負担を迫られた住民の反発は強かった。幸平はこの三方道路建設反対運動の中心となって活動した。親守と共に「不正工事廃止の訴訟」を宮城控訴院に提出し、県令を相手に裁判を起こすことを画策していたが、この計画も官憲に見つかり失敗に終わる。この一連の事件においての捕縛人名簿には、幸平は「国事犯兇徒聚衆教唆者」と記されてあり首謀者として扱われており、宇田成一、原平蔵等とともに逮捕される。その2日後、民権運動派(三方道路反対派)は釈放を求めて警察署に押しかけ、警察官と揉みあいになり喜多方事件(弾正ヶ原事件)が生起する。逮捕者は2000名を超え、その中には河野広中もいた。幸平は「大沼郡の巨魁教唆扇動者」として起訴され軽懲役6年の判決が下るが、大審院に上告し、明治22年（1889年）無罪を勝ち取った。
その後は政治家として歩み高田村会議員、大沼全村連合会議員、福島県会議員を歴任。明治21年,県会議員に立候補するが、立候補した理由の一つはもっとも信頼していた県会議員だった佐治与松親守が明治24年（1891年）4月、45歳で他界したことである。政治の師でもあった親守の遺志を継いで、彼が果たし得なかった民権の理想を実現せんと決心し、経世済民を己の任とした。明治20年(1887年)には会津協会を設立し会津地域の発展に努める。若松・高田間の直線の道路を開設し、阿賀川(大川)に高田橋を架橋し（当初は「幸平橋」という名称にする案があったが本人が固辞した）、社会資本の整備に力を注いだ。会津中学校設立の運動が起こると、明治23年（1890年）、会津中学校設立常任委員に選ばれ学校の開設に尽力した。この会津中学校が現在の福島県立会津高等学校である。明治30年（1897年）、農工銀行設立委員に任じられ、福島県農工銀行の設立に尽力し、翌年には同行の監査役となり、明治34年（1901年）までその職にあって、同行創立期の基礎を築いた。岩越鉄道会社の設立に関わり、明治30年（1897年）5月、同志とともに岩越鉄道株式会社を設立してその取締役となった。郡山から新津までの線路敷設の免許状をとり、明治31年（1898年）7月より工事を始めて、明治37年（1904年）1月に喜多方まで開通した。明治41年（1908年）、野岩羽線建設の請願書を衆議院に提出し、米沢から会津を経て東京に至る鉄道（後の日中線・会津線・野岩鉄道会津鬼怒川線）の整備に尽力した。明治27年(1894年)、第4回衆議院議員総選挙に福島県第四区から出馬し衆議院議員に当選。以後、第7回総選挙を除いて第10回総選挙まで6回の当選を果した(立憲政友会に所属)。明治36年(1903年)11月、平民階級出身として初めて若松市長（現：会津若松市長）に就任した。会津高等女学校、会津工業開校などの功績を残した。兵営設置において郡山、福島と猛烈な競争運動をしたが、柴四朗（柴五朗陸軍大将の兄）と協力し政友会の応援も得られたことで歩兵第65連隊の誘致に成功した。明治39年（1906年）日露戦争の後、政府は幸平の功に賞し、勲四等旭日小綬章を授けた。政治家としての幸平は、明治・大正の間、立憲政友会の領袖として一意党の近代化と党勢の拡張を図った。当時の衆議院議長にして文相にも就任した長谷場純孝とは特に親交があった。明治42年（1909年）、同氏を東山温泉新滝に招き、会津における有志多数集会して大いに党勢の拡張に資した。幸平は平素虚心坦懐に人に接したので交際も広く交友も多かった。特に親しかった交友は、さきの長谷場純孝、河野広中、愛沢寧堅、日下義雄、八田宗吉等であった。
大正6年（1917年）8月13日、病気のために55歳で死去、高田の法幢寺に葬られた。幸平死後15年の昭和7年（1932年）には御田神社境内に頌徳碑が建てられた。碑には「体躯は矮小であったが炬眼は人を射、豪邁闊達にして卓識大度があり、平生好んで史を談じ節義のかかる処意気凛然声涙ともに下り懦夫をして起たしめる概があった。細節に拘泥することなく人と交わって寛容、洒脱、一見旧知のようであったから交友は大いに広がった。清貧に安んじ気節を以って終始一貫、経世済民の政治的信念に殉じたく高潔なる人格者である」と謳われた。